# Sébastien Lareau
Sébastien Lareau (n. 27 aprilie 1973, Montréal, provincia Québec, Canada) este un jucător de tenis canadian, medaliat olimpic. A participat la 2 ediții ale Jocurilor Olimpice (1996, 2000) în care a câștigat o medalie de aur.